# Scinaxinae
A Scinaxinae a kétéltűek (Amphibia) osztályába, a békák (Anura) rendjébe és a levelibéka-félék (Hylidae) családjába tartozó alcsalád. 

## Elterjedésük
Az alcsaládba tartozó nemek és fajok Dél-Amerikában, Közép-Amerikában, Mexikó déli és keleti területein, Trinidad, Tobago és Saint Lucia szigetén honosak.

## Rendszerezésük
Az alcsaládba tartozó nemek:
- Gabohyla Araujo-Vieira, Luna, Caramaschi & Haddad, 2020
- Scinax Wagler, 1830
- Sphaenorhynchus Tschudi, 1838

Az ITIS rendszerében a Scinax nemben található fajok két nem, a Julianus és az Ololygon között oszlanak meg.